# Valliguières
Valliguières é uma comuna francesa na região administrativa de Occitânia, no departamento de Gard. Estende-se por uma área de 19,25 km². Em 2010 a comuna tinha 603 habitantes (densidade: 31,3 hab./km²).